# Гранкона
Гранко̀на (на италиански и на венециански: Grancona) е село в Северна Италия, община Вал Лиона, провинция Виченца, регион Венето. Разположено е на 36 m надморска височина.